# Bataille de Sangin
Guerre d'Afghanistan
La bataille de Sangin a lieu pendant la guerre d'Afghanistan.

## Déroulement
Le 19 juin 2014, les talibans lancent une offensive dans les districts de Saingin, Musa Qala, Nowzad et Kajaki, situés dans la province de l'Helmand. Cette zone est une importante région de culture du pavot à opium, dont la production sert de financement aux Taliban. 
Quelque 800 combattants insurgés prennent part aux combats, ces derniers placent de nombreux engins explosifs improvisés sur les routes et dans plusieurs villages afin de gêner la progression des forces gouvernementales. Le ministère afghan de la Défense affirme également que des hommes du groupe armé pakistanais Lashkar-e-Toiba sont également engagés dans l'offensive.
Les forces afghanes combattent seules, sans soutien des troupes de l'OTAN, elles engagent leurs propres forces spéciales et aériennes.
Le 21 juin, les talibans sont repoussés dans les districts de Musa Qala, Nowzad et Kajaki, en revanche ils se maintiennent dans le district de Sangin. Les talibans revendiquent des succès dans l'attaque de « plusieurs postes de contrôle dans le district de Sangin ».
Selon le ministre afghan de la Défense, les forces gouvernementales prennent l'avantage et engagent le 26 juin une « opération de nettoyage ». Le 28 juin, il déclare que « L'offensive des talibans a été repoussée, nos forces progressent maintenant en direction des talibans dans le district de Sangin. Dans certains secteurs ils résistent mais leur objectif de prendre des districts dans l'Helmand a été totalement déjoué ».
Cependant la progression des forces afghanes est lente à cause des nombreuses mines et engins explosifs improvisés dissimulés par les Taliban dans plusieurs secteurs. 60 mines sont neutralisées par la police le 27 juin à Sangin.
Les combats provoquent la fuite de 3 200 familles, soit 15 000 à 30 000 personnes, vers Lashkar Gah. Cependant, les insurgés maintiennent leurs positions à Bostanzai, dans le nord du district de Sangin, ainsi qu'au village de Barekzai.

## Les pertes
Après les cinq premiers jours de combats, Omar Zwak, porte-parole du gouverneur de la province de Helmand, déclare que les pertes des insurgés sont d'environ 100 hommes et celles des forces gouvernementales de 21 morts et plus de 40 blessés. Abdul Qayum Baqizoy, chef de la police provinciale déclare quant à lui que 13 policiers, 8 militaires, environ 100 Taliban et environ 40 civils ont été tués.
Le 26 juin, Sediq Sediqqi, ministre afghan de la Défense, déclare qu'environ 150 insurgés, une trentaine de policiers, plusieurs soldats et civils ont été tués lors des combats.
Le 28 juin, Sediq Sediqqi annonce que 260 Taliban et 28 membres des forces afghanes ont été tués et 35 policiers blessés. Les pertes civiles sont cependant encore inconnues.
Le soir du 26 juin, l'Unama annonce que 30 civils ont été tués et 35 autres blessés à Sangin depuis le 21 juin. Le même jour, un responsable local de la province de Helmand évoque le chiffre de 50 morts parmi les civils, la plupart tués par des engins explosifs artisanaux.